# Eemsmond
Eemsmond é um município dos Países Baixos localizado na província da Groninga.